# Августа Данська
Августа Данська (дан. Augusta af Danmark; 8 квітня 1580—5 лютого 1639) — данська принцеса з династії Ольденбургів, дочка короля Данії та Норвегії Фредеріка II та Софії Мекленбург-Гюстровської, дружина Гольштейн-Готторпського герцога Йоганна Адольфа.

## Походження
Августа Данська була третьою дочкою короля Данії та Норвегії Фредеріка II та його дружини Софії Мекленбург-Гюстровської. З батьківського боку вона була онукою короля Кристіана III Данського та Доротеї Саксен-Лауенбурзької. З материнської сторони приходилася онукою Мекленбург-Ґюстровському герцогу Ульріхові III та Єлизаветі Данській.

## Біографія
Августа Данська народилася 8 квітня 1580 року. У шістнадцять років принцеса вийшла заміж за 31-річного герцога Йоганна Адольфа Гольштейн-Готторпського. Як посаг вона отримала замок Хузум, який зробила центром науки та мистецтв. 1597 року народився перший син подружжя Фредерік. Всього у родині було чотири сини та чотири дочки. Шлюб виявився заразом напруженим через суперечності між Августою та Йоганном Адольфом з релігійних питань. Так, 1614 року вікарієм двору було призначено кальвініста Цезаря, через це Августа відмовилася відвідувати служби та їздила до храму у Шлезвіг. Через два роки Йоганн Адольф помер. Натомість правлячим герцогом став їхній син Фредерік, відомий як Фредерік III. Під час його володарювання Августа користувалась неабияким політичним впливом. Насамперед же вона вигнала з двору вікарія-кальвініста, призначивши на його місце Якоба Фабріціуса.
Померла Августа Данська 5 лютого 1639. Їй було 58 років.

## Родина
Чоловік — Йоганн Адольф Гольштейн-Готторпський
Діти:
- Фредерік (1597—1659) — герцог Гольштейн-Готторпський. Одружений із Марією Єлизаветою Саксонською, мав численних нащадків.
- Єлизавета Софія (1599—1627) — одружена з герцогом Саксен-Лауенбурзьким Августом, мала шістьох дітей.
- Адольф — (1600—1631) — учасник Тридцятирічної війни, одружений не був, дітей не мав;
- Доротея Августа (1602—1682) — одружена з герцогом Йоакімом Ернестом Гольштейн-Пльонським, мала восьмеро дітей.
- Ядвіга (1603—1657) — одружена із пфальцграфом Августом Зульцбахським, мали сімох дітей.
- Анна (1605—1623).
- Йоганн (1606—1655) — одружений із принцесою Юлією Феліцією Вюртемберзькою, мав чотирьох дітей.
- Крістіан (нар. і пом. 1 грудня 1609).